# Jean-Claude Bédéno Dejaure
Jean-Claude Bédéno Dejaure est un auteur dramatique français, fils de Jean-Élie Bédéno Dejaure.

## Biographie
Ses pièces ont été représentées entre autres au théâtre de la Porte-Saint-Martin et au Théâtre de l'Ambigu-Comique.

## Œuvres
- L'Incertitude maternelle, ou le choix impossible, comédie en un acte, 1790
- Les Époux réunis, comédie en un acte et en vers, 1790
- Louise et Volsan, comédie en trois actes et en prose, 1790
- Le Nouveau d'Assas, trait civique, en un acte et en prose, 1790
- La Dot de Suzette, comédie en un acte et en prose, musique de François-Adrien Boieldieu, 1798
- Bizarre, ou, C'n'est pas l'Pérou, bizarrerie en un acte, avec Bonel, 1802
- J'ai perdu mon procès, comédie en un acte et en vers, 1803
- L'Époux généreux, ou Le pouvoir des procédés, comédie en un acte et en vers, avec Jean-Pierre Solié, 1804
- Les Volontaires anglais, ou La démission forcée, folie-vaudeville en un acte, avec P.G.A. Bonel, 1804
- Deux filles pour une, comédie en 3 actes et en prose, 1806
- Linnée ou la Mine de Suède, musique de Victor Dourlen, 1808
- Lodoïska, comédie en trois actes, avec Kreutzer, 1812
- Les Trois Fanchon ou Cela ne finira pas, folie-vaudeville en un acte, avec Bonel, 1825